# Фрид, Артур
Артур Фрид (англ. Arthur Freed, при рождении Артур Гроссман; 9 сентября 1894, Чарльстон, Южная Каролина, США — 12 апреля 1973, Лос-Анджелес, Калифорния, США) — американский кинопродюсер, композитор, поэт-песенник, актёр и сценарист.

## Биография
Артур Фрид (Гроссман) начал карьеру в Чикаго, в качестве пианиста и исполнителя песен.
После встречи с Минни Маркс, музыкально одарённый юноша был включён в состав группы Братья Маркс. Группа ставила водевили, выступала на Бродвее и снимала кино. Артур стал не только делать материал, но и выступать вместе с ними. Вскоре он начал сам писать песни, и был нанят Metro-Goldwyn-Mayer. В течение многих лет Фрид писал тексты песен для фильмов, большинство из которых были положены на музыку Насио Хербом Брауном.
В 1939 году, после работы помощником продюсера над фильмом «Волшебник страны Оз», Фрид был назначен главой подразделения MGM и помог студии стать ведущим производителем мюзиклов.
Первый раз в качестве продюсера Фрид работал над киноверсией бродвейского мюзикла «Babes in Arms». Роджерса и Харта (1939 год), выпущенного через несколько месяцев после «Волшебника страны Оз». В «Babes in Arms» снимались Микки Руни и Джуди Гарлэнд, и он оказался настолько успешным, что открыл длинную серию мюзиклов «Давай устроим шоу на заднем дворе», в главных ролях — Руни и Гарланд.
Из бродвейских театров в MGM, Фрид привел таких актёров как: Винсент Миннелли, Бетти Комден, Адольф Грин, Роджер Эденс, Кей Томпсон, Зеро Мостель, Джун Эллисон, Нэнси Уолкер, Чарльз Уолтерс, а также композиторов и аранжировщиков: Конрада Сэлинджера, Джонни Грина, Ленни Хейтона и других.
Фрид помогал развитию карьеры звёзд: Джин Келли, Фрэнка Синатры, Реда Скелтона, Лины Хорн, Джейн Пауэлл, Эстер Уильямс, Кэтрин Грейсон, Говарда Кил, Сид Чарисс, Энн Миллер.
Он уговорил Фреда Астера прийти в MGM, чтобы сыграть звезду в фильме «Пасхальный парад».
До конца 1950-х годов его команда писателей, режиссёров, композиторов и звёзд выпускала множество популярных, признанных критиками мюзиклов. Он дал своим режиссёрам и хореографам невероятную свободу действий. Ему приписывают введение больших музыкальных новшеств в кинофильмах, например, пятнадцатиминутный балет в конце фильма «Американец в Париже», и разрешение музыкальной команде Lerner and Loewe полностью контролировать свои произведения в фильме «Жижи».

## Премии и награды
Артур Фрид дважды получал премию Оскар за лучшую картину. В 1952 году за фильм «Американец в Париже» и в 1959 году за «Жижи». Оба фильма были мюзиклами.
Кроме того, он был соавтором и продюсером культового фильма «Поющие под дождём».
Именно в 1952 году, когда Фрид выиграл премию Оскар, Академия кинематографических искусств и наук начала присуждать премии лично продюсерам, а не студии, в которой они работают.
Фильм «Поющие под дождём» (1952) не получил Оскара, но в 1972 году Артур Фрид был отмечен в Зале славы авторов песен за тексты к нему.

## Обвинение в сексуальных домогательствах
В 1988 году в Шоу Ларри Кинга и своей автобиографии Ширли Темпл заявила, что причиной разрыва с MGM был скандал с главой «MGM» Артуром Фридом — когда тот пригласил Темпл к себе в кабинет на первое прослушивание, то в какой-то момент он встал перед ней, расстегнул ширинку и обнажил свои гениталии. 12-летняя Темпл, по её воспоминаниям, в ответ на это издала нервное хихиканье, после чего Фрид выгнал её из кабинета.

## Избранная фильмография
- Волшебник страны Оз (1939)
- Дети в доспехах[англ.] (1939)
- Малышка Нелли Келли[англ.] (1940)
- Юнцы на Бродвее[англ.] (1941)
- Сумасшедшая девчонка[англ.] (1943)
- Встреть меня в Сент-Луисе (1944)
- Девушки Харви[англ.] (1946)
- Хорошие новости[англ.] (1947)
- Пасхальный парад (1948)
- Увольнение в город (1949)
- Языческая любовная песнь[англ.] (1950)
- Королевская свадьба (1951)
- Американец в Париже (1951)
- Поющие под дождём (1952)
- Театральный фургон (1953)
- Бригадун (1954)
- Кисмет[англ.] (1955)
- Шёлковые чулки (1957)
- Жижи (1958)
- Свет на площади[англ.] (1962)